# Estadi Lujnikí
El Gran Arena d'Esports del Complex Olímpic «Lujnikí», rus: Больша́я спорти́вная аре́на олимпи́йского ко́мплекса «Лужники́», és un estadi multiús situat a la ciutat de Moscou, capital de Rússia, al barri de Lujnikí, a uns 10 km al sud-oest del Kremlin.
És la seu de dos clubs esportius de futbol de la lliga russa: l'Spartak de Moscou i el Torpedo Moscou. A més, també és la seu habitual de la selecció russa de futbol.

## Història

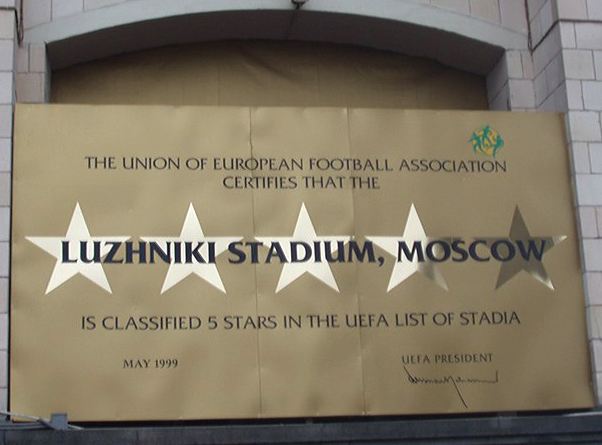
Estadi 5 estrelles de la UEFA

Va ser construït el 1956 en una zona desocupada a la vora del riu Moskvà i va ser inaugurat amb el nom "Estadi Central Lenin" (en rus, Центральный стадион имени В.И. Ленина, o Tsentralni stadion ímeni V.I. Lénina) el 31 de juliol de 1956, amb un partit de futbol, en el qual la selecció de la Unió Soviètica va vèncer a la xinesa per 1-0, davant de 102.000 espectadors. A aquest estadi es van celebrar les cerimònies d'obertura i de clausura, així com les competicions d'atletisme dels Jocs Olímpics de Moscou 1980. Entre 1995 i 1997 va ser renovat, i van canviar-li el nom per l'actual, es va millorar la qualitat de les graderies reduint el nombre de seients (a 84.745), es va instal·lar la gespa artificial i es va cobrir totalment. El 1999 va ser seu de la final de la Copa de la UEFA i el 2008, de la final de la Lliga de Campions. L'any 2013 fou l'estadi que acollí el Campionat del Món d'atletisme.

## Esdeveniments

### Partits de la Copa del Món de Futbol de 2018
Aquest estadi és una de les seus de la Copa del Món de Futbol de 2018.

#### Fase de grups
| Rússia                                                          | 5–0     | Aràbia Saudita |
| --------------------------------------------------------------- | ------- | -------------- |
| Gazinski 12' · Txérixev 43', 90+1' · Dziuba 71' · Golovín 90+4' | Informe |                |

| Alemanya | 0–1     | Mèxic      |
| -------- | ------- | ---------- |
|          | Informe | Lozano 35' |

| Portugal             | 1–0     | Marroc |
| -------------------- | ------- | ------ |
| Cristiano Ronaldo 4' | Informe |        |

| Dinamarca | 0–0     | França |
| --------- | ------- | ------ |
|           | Informe |        |

#### Vuitens de final
| Espanya                                | 1–1 (pr.) | Rússia                                   |
| -------------------------------------- | --------- | ---------------------------------------- |
| Ignaxévitx 12' (p.p.)                  | Informe   | Dziuba 41' (p.)                          |
| Tanda de penals                        |           |                                          |
| Iniesta · Piqué · Koke · Ramos · Aspas | 3–4       | Smólov · Ignaxévitx · Golovín · Txérixev |

#### Semifinals
| Croàcia                      | 2–1 (pr.) | Anglaterra  |
| ---------------------------- | --------- | ----------- |
| Perišić 68' · Mandžukić 109' | Informe   | Trippier 5' |

#### Final
| França                                                             | 4–2     | Croàcia                     |
| ------------------------------------------------------------------ | ------- | --------------------------- |
| Mandžukić 18' (p.p.) · Griezmann 38' (p.) · Pogba 59' · Mbappé 65' | Informe | Perišić 28' · Mandžukić 69' |